# Rudolf Fahrner
Rudolf Fahrner (* 30. Dezember 1903 in Arnau, Österreich-Ungarn; † 29. Februar 1988 in Landeck, Tirol) war ein deutscher Germanist.

## Leben
Während seiner Schulzeit am Realgymnasium in Linz wurde das sprachliche Talent Fahrners von seinem Deutschlehrer, dem Literaturwissenschaftler Dr. Wilhelm Gärtner (1885–1952), alsbald erkannt und intensiv gefördert. Nach der Reifeprüfung studierte Fahrner 1921 zunächst in Heidelberg und wechselte dann zur Philipps-Universität Marburg. Einer seiner wichtigsten Lehrer dort wurde Friedrich Wolters, ein Mitglied des George-Kreises. Der Affinität des Kreises zu Friedrich Hölderlin hatte er wohl auch sein Promotionsthema Hölderlins Begegnung mit Goethe und Schiller zu verdanken. Nach seiner Habilitation 1928 war er als Autor und Privatdozent in Marburg tätig. Hier lernte er den Studenten Eberhard Zeller kennen, mit dem er bis zu seinem Tode verbunden blieb. 1933 trat er der SA bei. Im November 1933 unterzeichnete er das Bekenntnis der deutschen Professoren zu Adolf Hitler. 1934 erhielt er eine Anstellung als Hochschullehrer in Heidelberg. Mit wachsendem Zweifel am Nationalsozialismus beantragte er im Herbst 1935 die Beurlaubung, die im März 1936 wirksam wurde.
In den folgenden Jahren widmete sich Fahrner seiner Gneisenau-Biographie. In dieser Zeit lernte er die Brüder Berthold und Claus von Stauffenberg kennen und schloss mit ihnen Freundschaft. 1941 wurde er zum Leiter des Deutschen Wissenschaftlichen Instituts in Athen ernannt. Ab September 1943 war Fahrner in die Maßnahmen der Widerstandskämpfer um Stauffenberg eingeweiht.
Fahrner war neben Otto John der einzige der engsten Stauffenberg-Freunde, der die Ereignisse des 20. Juli 1944 überlebte. Nach dem Ende des Zweiten Weltkrieges geriet er in amerikanische Kriegsgefangenschaft. Fahrner gehörte zu den rund 5000 deutschen Germanistikprofessoren, die ihre akademische Anstellung aufgrund ihrer Mitgliedschaft in nationalsozialistischen Organisationen oder Parteigliederungen aus politischen Gründen zunächst verloren. Er lebte danach eine Zeitlang im „Haus am See“ in Überlingen am Bodensee, wo sich Mitglieder des früheren Kreises um Stefan George gefunden hatten. Dazu zählten vor allem der Bildhauer Urban Thiersch und seine Schwester Gemma Wolters-Thiersch sowie Alexander von Stauffenberg und dessen spätere Gemahlin Marlene Hoffmann. Mit Stauffenberg war er seit dieser Zeit sehr eng verbunden. 1964 gab er nach dem Tod des Freundes dessen Gedichte unter dem Titel Denkmal heraus, ein schmales Bändchen, das eine eindringliche Charakterisierung enthält. 1985 veröffentlichte er als Privatdruck Mein Leben mit Offa, seine Erinnerungen an Alexander von Stauffenberg. 1950 wurde er Professor in Ankara, bis er 1958 eine Anstellung als Hochschullehrer an der Technischen Hochschule Karlsruhe erhielt; dort lehrte er bis zu seiner Emeritierung 1972.

## Werke
- Dichterische Visionen menschlicher Urbilder in Hofmannsthals Werk. Ankara 1956.
- Drei Spiele aus Tausend und einer Nacht. Als Manuscript gedruckt bei Georg Asslinger, München 1972.
- Gesammelte Werke. Herausgegeben von Stefano Bianca und Bruno Pieger. Band 1: Dichtung und Deutung. Band 2: Erinnerungen und Dokumente. Böhlau, Köln/Weimar/Wien 2008.